# Нутодден
59°33′34″ пн. ш. 9°15′33″ сх. д. / 59.559328305556° пн. ш. 9.2592923055556° сх. д.
Нутодденⓘ (норв. Notodden) — муніципалітет у районі Телемарк, Норвегія, що розташований у традиційному районі Ауст-Телемарк. Адміністративний центр муніципалітету — місто Нутодден. Інші населені пункти райони охоплюють села Болкешо, Граншерад, Геддал, Юксебо, Юксевельта, Рудсгренді, Тінносет та Ілі.
Муніципалітет площею 984 км2 є 118-м за площею з 356 муніципалітетів у Норвегії та 94-м за чисельністю населення муніципалітетом з населенням 13 025 осіб. Щільність населення становить 14,3 мешканця на км2. Загалом населення Нутоддена зросло на 4,2 % за попередній 10-річний період.
Найбільша дерев'яна церква Норвегії, Геддальська дерев'яна церква, розташована в Геддалі, за кілька кілометрів на захід від муніципального центру. Аеропорт Нутодден розташований на захід від міста Нутодден, уздовж європейського шосе E134. У місті також заснована Norsk Hydro та розташована штаб-квартира футбольного клубу Notodden FK. Муніципалітет добре відомий завдяки щорічному Notodden Blues Festival, який вважається одним із найкращих фестивалів блюзу в Європі, а також метал-фестивалем під назвою Motstøy Festivalen.

## Загальна інформація
1 січня 1913 року новоспечене місто Нутодден з населенням 4821 особа відокремили від муніципалітету Геддал, щоб сформувати окреме самоврядне місто як анклав у Геддалі, що залишило останній з 2890 жителями. Протягом 1960-х років у Норвегії відбулося багато муніципальних злиттів завдяки роботі Комітету Шей. 1 січня 1964 року Геддал розпустили, а такі райони об'єднали, щоб сформувати новий, більший муніципалітет Нутодден:
- більша частина муніципалітету Граншерад[en] (населення — 1115 осіб), за винятком верхньої частини долини Йондален[en], яка стала частиною Конгсбергу;
- увесь муніципалітет Геддал (населення — 4844 особи);
- район Рудсгренді[en] муніципалітету Говін (населення — 21 особа);
- місто Нутодден[en] (населення — 7523 особи).

### Назва
Муніципалітет (спочатку місто) названий на честь невеликої ферми (норв. husmannsplass), розташованої на Тіннефарм, оскільки це було початкове місце розташування міста (біля гирла річки Тіннелва в озері Геддалсватнет). Перший елемент походить від слова nót, що означає «ловити рибу за допомогою неводу». Останнім елементом є певна форма однини odde, що означає «мис». Таким чином Нутодден — це «мис для риболовлі сіткою».

### Герб

Герб Нутоддену

Герб був наданий Нутоддену 11 серпня 1939 року та розроблений Єнсом Гойбо. Офіційним блазонуванням є: «Лазур, стовп у вигляді хвилі та чотири блискавки у формі срібного хреста» (норв. På blå bunn en loddrett sølvelv som sender lynstråler av sølv til begge sider). Це означає, що герб має синє поле, а гербовими фігурами є хвиляста вертикальна смуга та чотири блискавки, що виходять із центру та утворюють Х-подібну форму. Поле має тинктури срібла, що означає, що герб зазвичай білого кольору, але якщо він зроблений з металу, то використовується срібло. Дизайн символізує те, що Нутодден був створений у результаті використання гідроелектростанцій на річці Тіннелва, коли Norsk Hydro розпочала свою діяльність з виробництва селітри та розвитку електроенергії в 1905 році. Вертикальна смуга представляє водоспад Тіннфосс уздовж річки, а блискавки представляють електрику. Муніципальний прапор має такий же дизайн, як і герб.

### Церкви
Церква Норвегії має чотири парафії (норв. sokn) у муніципалітеті Нутодден.
| Парафія    | Назва церкви   | Рік побудови |
| ---------- | -------------- | ------------ |
| Граншерад  | Граншерадська  | 1849         |
| Геддал     | Ставкірка      | 1200-ті      |
| Ліслегерад | Ліслегерадська | 1873         |
| Нутодден   | Нутодденська   | 1938         |

## Географія
Муніципалітет розташований в Ауст-Телемарк, уздовж кордону з Бускерудом. Муніципалітет Нутодден охоплює землі між озерами Тінншо та Геддалсватнет. Через територію муніципалітету протікають річки Тіннелва та Геддола. У північній частині Нутоддену розташовані гори Блеф'єль.

## Клімат
Нотодден має вологий континентальний клімат. Місто Телемарк, розташоване всередині країни на низькій висоті в регіоні, є одним з тепліших міст Норвегії влітку, але зими можуть бути холодними. Метеостанція в аеропорту Нутодден має записи з березня 1970 року (температуру та швидкість вітру). Дані про опади отримуються з іншої станції в Нутоддені. Найвища за весь час температура 33,3 °C (91,9 °F) зареєстрована 27 липня 2018 року.

## Уряд
Муніципалітет Нутодден відповідає за початкову освіту (до 10-го класу), амбулаторне медичне обслуговування, послуги для людей похилого віку, соціальне забезпечення та інші соціальні служби, зонування, економічний розвиток, а також муніципальні дороги та комунальні послуги. Муніципалітетом керує муніципальна рада, що складається з безпосередньо обраних представників. Мер обирається непрямим голосуванням муніципальної ради. Муніципалітет перебуває під юрисдикцією окружного суду Телемарк та Апеляційного суду Агдера.

### Муніципальна рада
Муніципальна рада (норв. Kommunestyre) Нутоддену складається з 41 представника, які обираються на чотири роки.

### Мери
Мерами (норв. ordfører) Нуттодена були:
- 1913—1913: Йоганнес Страндлі
- 1914—1914: Матіас Клеппен
- 1915—1915: Гуннульф Тінне
- 1916—1916: Матіас Клеппен
- 1917—1919: Нерід Асланд
- 1920—1922: А. К. Ааснес
- 1923—1924: Олав Андресен
- 1925—1925: Фріманн Нергаард
- 1926—1927: Ганс Хельгесен
- 1928—1931: Олав Андресен
- 1932—1932: Йонас Бугге
- 1933—1934: Єнс Рекке
- 1935—1940: Олав Андресен
- 1941—1945: Арне Бергсвік
- 1945—1945: Кай Біргер Кнудсен
- 1945—1945: Нерід Асланд
- 1946—1946: Кай Біргер Кнудсен
- 1947—1949: Йоганнес П. Лекке
- 1950—1955: Оле Стирволд
- 1956—1959: Йоганнес П. Лекке
- 1960—1971: Генрі Фінруд
- 1972—1975: Егіль Бергсланд
- 1976—1983: Ганс Т. Касін
- 1984—1991: Пер Нагесакер
- 1992—1993: Свайнунг О. Флаатен
- 1993—1995: Анунд Sisjord
- 1995—1999: Нілс Буверуд
- 1999—2007: Б'ярне Баккен
- 2007—2011: Лісе Віік
- 2011—2015: Йорн Крістенсен
- 2015–present: Грі Фуглествайт

## Міста-побратими
У 2008 році рада Нутоддена вирішила розірвати угоди про міста-побратими з фінським Ійсалмі, шведським Нючепінг і німецьким Штелле. Тоді ж Сувалки затвердили як нове місто-побратим.
Містами-побратимами Нутоддена є:
- Кларксдейл, Міссісіпі, США
- Сувалки, Підляське воєводство, Польща

Колишні міста-побратими Нутоддена:
- Ійсалмі, Східна Фінляндія, Фінляндія
- Нючепінг, Седерманланд, Швеція
- Штелле, Нижня Саксонія, Німеччина

## Відомі люди

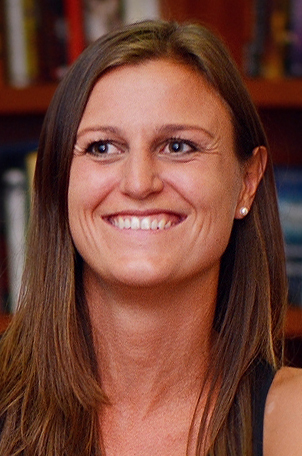
Helga Flatland, 2016

- Коре Нурдштога — органіст
- Ганс Гербйорнсруд — норвезький автор коротких історій
- Олав Гуннарссон Гелланд — скрипаль з Гардангера
- Клаус Еґґе — композитор
- Адне Сондрол — золота медалістка Олімпійських ігор
- Seasick Steve — американський блюзовий музикант, який досяг популярності у Великій Британії та живе в Нутоддені
- Маргіт Баккен — блюзова музикантка й авторка пісень
- Тор-Арне Моен — художник і письменник
- Олав Андресен — політик, який був мером Нутоддена в 1920—1930-х роках
- Амброс Соллід — агроном і політик, який був мером Скієна в 1935—1937 роках.
- Карл Бугге — геолог і академік
- Хельга Стене — педагог, феміністка та учасниця руху опору
- Ааге Еріксен — реслер, срібний призер літніх Олімпійських ігор 1948
- Егіл Бергсланд — політик, який був мером Нутоддена в 1971—1975 роках
- Сіссель Селлаг — акторка[19]
- Хільде Малум — скульпторка
- Магне Орре — велогонщик, учасник літніх Олімпійських ігор 1972 та 1976
- Хельга Флетланд — прозаїк і дитяча письменниця

Один з найвпливовіших норвезьких блек-метал-гуртів — Emperor — походить з Нутоддена, а також гурти Mortiis, Peccatum, Star of Ash, Leprous і Zyklon. Співак Ihsahn досі живе в Нутоддені.